# Parabemisia myrmecophila
Parabemisia myrmecophila (лат.) — вид мелких насекомых из семейства белокрылок (Aleyrodidae).

## Описание
Длина тела около 1 мм. Обнаружены в Папуа — Новой Гвинее (восточное побережье провинции Моробе, Buso) на растениях Anisoptera sp. (Dipterocarpaceae), Cryptocarya sp. (Лавровые), Macaranga sp. (Молочайные), Prunus sp. (Розовые). Колонии этих белокрылок всегда наблюдались в очень плотных колониях на нижних сторонах молодых листьев небольших древесных растений и в окружении муравьёв вида Rhoptromyrmex melleus (Emery).